# (30307) Marcelriesz
(30307) Marcelriesz (2000 JE) – planetoida z pasa głównego asteroid okrążająca Słońce w ciągu 5,28 lat w średniej odległości 3,03 j.a. Odkryta 2 maja 2000 roku.